# 宣德飛行場
宣德飛行場（朝鲜语：／ Sŏndŏk pihaengch'ang */?）是一座位於朝鮮民主主義人民共和國咸鏡南道定平郡的機場，其主要為朝鮮人民軍空軍所使用，其民航業務僅有國營之高麗航空提供的少數國內線航班。

## 航点
| 航空公司 | 目的地     |
| -------- | ---------- |
| 高麗航空 | 清津、平壤 |